# Ребићи
Ребићи (итал. Rebeci) је насељено место у саставу општине Барбан у Истарској жупанији, Хрватска. До територијалне реорганизације у Хрватској налазили су се у саставу старе општине Пула.

## Становништво
Према последњем попису становништва из 2011. године у насељу Ребићи живела су 133 становника.
| година пописа  | 1857 | 1869 | 1880 | 1890 | 1900 | 1910 | 1921 | 1931 | 1948 | 1953 | 1961 | 1971 | 1981 | 1991 | 2001 | 2011 |
| бр. становника | 0    | 0    | 82   | 96   | 122  | 122  | 0    | 0    | 174  | 150  | 146  | 124  | 121  | 120  | 138  | 133  |

Напомена:У пописима 1857. 1869. 1921, и 1931. подаци су садржани у насељу Прхати.